# 周国辉
周国辉（1960年—），男，汉族，浙江宁波人，中华人民共和国政治人物，中国共产党党员，第十二届全国人民代表大会浙江地区代表。

## 生平
周国辉毕业于杭州大学中国语言文学专业。1988年9月至1993年3月，任浙江省人大常委会办公厅综合处处长。1993年3月至1996年12月，任浙江省人大常委会办公厅副主任。1996年12月至1998年，任浙江省人大常委会办公厅副主任。1998年至2001年，担任浙江省人大常委会研究室副主任。2001年至2003年7月，任浙江省人大常委会研究室主任。2003年7月，任中共浙江省台州市委副书记。2008年4月，兼任浙江省舟山市代市长。次月，正式担任市长。2013年，担任浙江省科技厅厅长，同年被选为全国人大代表。2018年1月，任浙江省政协副主席。